# Sirocco (film)
Sirocco este un dramă regizat de Curtis Bernhardt[*] după un scenariu de A. I. Bezzerides. În rolurile principale au interpretat actorii și .
A fost produs de studiourile  și a avut premiera la 1951, fiind distribuit de Columbia Pictures. Coloana sonoră este compusă de George Antheil[*]. Cheltuielile de producție s-au ridicat la  și a avut încasări de .

## Distribuție
Au interpretat actorii:

Humphrey Bogart
Lee J. Cobb
Everett Sloane
Gerald Mohr[*]
Zero Mostel
Onslow Stevens[*]
Ludwig Donath[*]
Märta Torén[*]
Nick Dennis[*]
Peter Brocco[*]
Argentina Brunetti[*]
Jack Chefe[*]
Harry Cording[*]
Jeff Corey[*]
Harry Guardino[*]
Carl Milletaire[*]
Jay Novello[*]
Peter J. Ortiz[*]
Dan Seymour[*]  .